# Sascha Konietzko
Sascha Konietzko (n. 21 iunie 1961, Hamburg, RFG), cunoscut sub numele de scenă Sascha K și Käpt'n K, este un muzician și producător de înregistrare german. El este fondatorul, vocalistul și "ancora" trupei industriale KMFDM. Konietzko pretinde în glumă că este tatăl rock-ului industrial.Keyboard Magazine a scris despre el: "Nu veți găsi un keyboardist mai performant sau mai eficient pe scena hard-core".

## KMFDM
Konietzko este cel mai cunoscut pentru rolul său de vocalist al trupei KMFDM. După ce a fondat grupul ca proiect de artă performantă în anul 1984, el este singurul membru al KMFDM care a apărut la fiecare lansare și singurul membru fondator încă în trupă. Principalele sale instrumente sunt claviatura și toba, deși este priceput și la chitară și chitară bas.

## Viața personală
Sascha Konietzko a locuit în Statele Unite din 1991 până în 2007, petrecându-și timpul în Chicago, New York și Seattle, înainte de a se muta în orașul său natal Hamburg, Germania. Konietzko s-a căsătorit cu Lucia Cifarelli în 2005. Cuplul are o fiică pe nume Annabella Asia Konietzko, născută la 14 februarie 2008.

## Proiecte secundare
Konietzko a format o serie de proiecte secundare:
- Excessive Force în 1990 cu Buzz McCoy din My Life With The Thrill Kill Kult.
- MDFMK în 1999 cu Lucia Cifarelli și Tim Skold.
- Schwein în 2000 cu membrii trupei japoneze Buck-Tick și muzicianul englez Raymond Watts.
- KGC în 2006 cu Lucia Cifarelli și Decan Garcia de la Curve.
- OK•ZTEIN•OK în 2011, primul proiect solo al lui Konietzko.

## Remix-uri
El a remixat proiecte precum: Metallica, Megadeth, White Zombie, Rammstein, Love & Rockets, Kittie, Die Krupps, Flotsam & Jetsam, Living Colour, Mindless Self Indulgence, Combichrist, Young Gods și Pig.